# Bitwa pod Grynau
Bitwa koło zamku Grynau – starcie zbrojne, które miało miejsce dnia 21 września 1337 r. w trakcie walk Habsburgów ze Szwajcarami.
Miejsce w którym znajdował się zamek Grynau stanowiło jedno z nielicznych przejść przez rzekę Linth pomiędzy Zurychem a Walensee i z tego powodu stanowiło ważne strategicznie miejsce w rejonie. W roku 1311 zamek znalazł się pod kontrolą hrabiego Rudolfa III von  Habsburg-Laufenburg, jego zwrotu domagali się jednak hrabiowie Toggenburga.

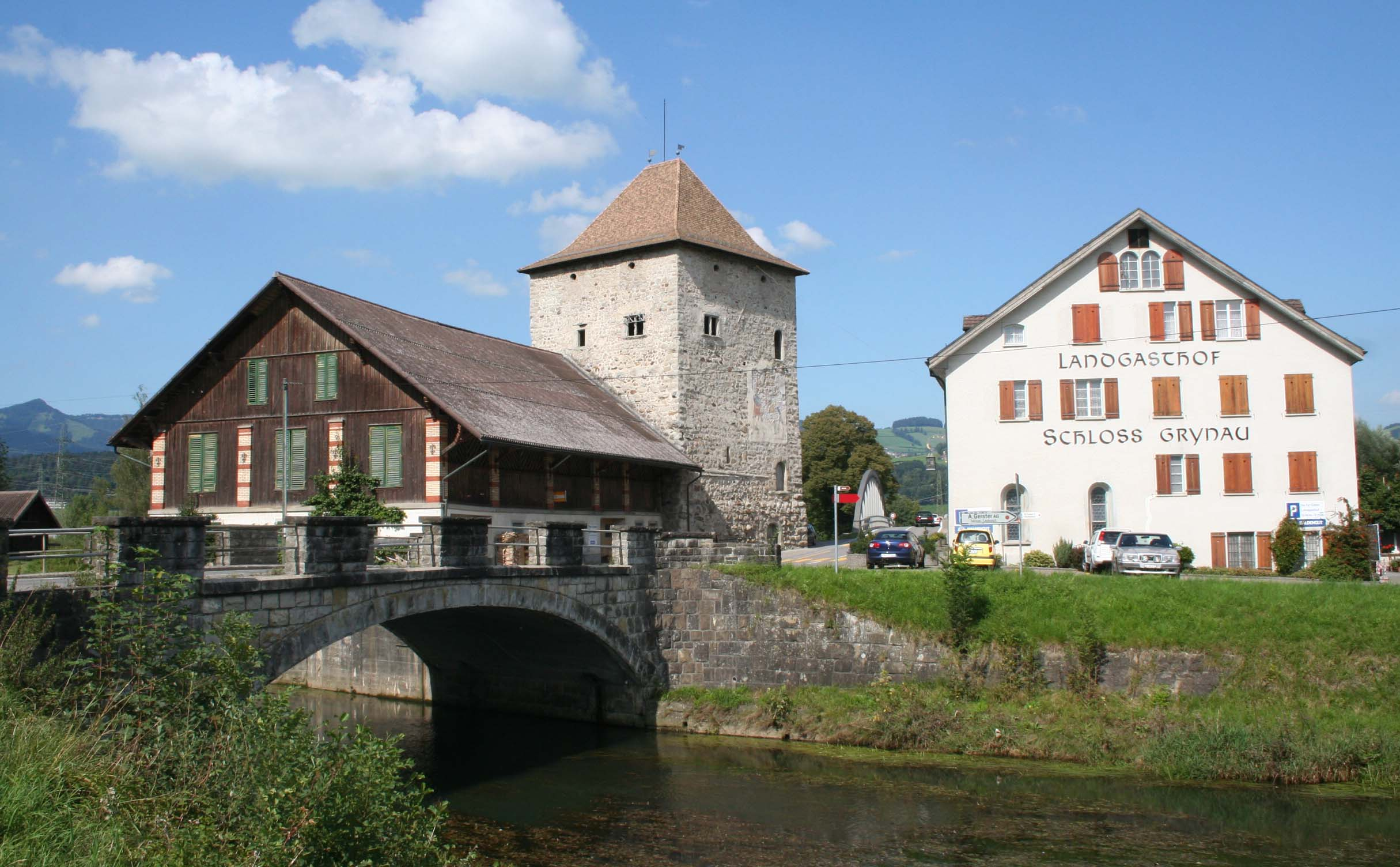
Wieża zamku Grynau i zajazd Grynau (stan obecny)

Powodem konfliktu stała się reforma bractw cechowych (niem: Brunsche Zunftverfassung) w Zurychu w roku 1336. Nowy burmistrz Rudolf Brun wygnał wówczas z miasta 22 radców i ich rodziny. Wypędzeni znaleźli schronienie w okolicznych domach należących do szlachty a następnie udali się ze skargą do hrabiego Jana I von Habsburg-Laufenburg, który poparł opozycję. Wkrótce wielu z popleczników Habsburga rozpoczęło liczne wypady w rejon Zurychu, celem obalenia nowych zarządców. W tym czasie Jan I werbował nowych żołnierzy, których liczba rosła z miesiąca na miesiąc. Władze Zurychu porozumiały się tymczasem z hrabią Kraftem III von Toggenburg, stojącym ówcześnie w opozycji do Jana I.
Do bitwy doszło dnia 21 września 1337 r. w pobliżu zamku Grynau. W wyniku starcia hrabia Jan I von Habsburg-Laufenburg a także dowodzący oddziałem z Zurychu hrabia Kraft III polegli na polu bitwy. Dokładne miejsce stoczenia bitwy nie jest do końca znane. Zwycięstwo wojsk z Zurychu sprowokowało do działań księcia Albrechta Austriackiego, który zażądał od Szwajcarów zaprzestania akcji militarnych. Konflikt pomiędzy Zurychem a hrabiami von Habsburg-Laufenburg trwał z przerwami do roku 1355. Eskalacja konfliktu miała miejsce w roku 1350 w którym to hrabia Jan II na skutek zdrady trafił do niewoli w Zurychu. Zamek Grynau w roku 1343 został zakupiony przez hrabiego Fryderyka V von Toggenburg na rzecz kantonu Schwyz.